# Emily Fitch
Emily Fitch est un personnage fictif de la série britannique Skins interprété par Kathryn Prescott.

## Biographie du personnage
Emily Fitch est la sœur jumelle de Katie Fitch. Contrairement à cette dernière, Emily est timide et effacée. Malgré cela, elle semble vouloir se rapprocher de Naomi. Elle devient également amie avec JJ. Pendant les saisons 3 et 4 de Skins, Emily va être celle qui évolue le plus.

## Passé du personnage
Emily et sa jumelle ont toujours été proches, elle raconte même qu'étant petites, elles faisaient strictement tout ensemble, elles possèdent même leur propre langage. On apprend qu'Emily n'a jamais eu de petit copain. Naomi et elle se connaissaient avant le lycée, et s'étaient même embrassées sans aller plus loin.

## Histoire du personnage

### Saison 3
Petit à petit, Emily prend de l'assurance et ose tenir tête à Katie. « Obsédée » par Naomi Campbell, elle n'hésite à la coller pour profiter d'elle. Une relation complexe naît entre elles, Naomi ne dévoilant pas ses sentiments contrairement à Emily. La jumelle et la mère d'Emily n'acceptent pas Naomi ce qui est source de conflits dans la famille. Emily emménage alors chez sa petite amie, elles projettent même un voyage au Mexique. À côté de ça, elle se rapproche de JJ et décide de coucher avec lui pour qu'il se sente plus « normal ».

### Saison 4
Le couple « Naomily » connait des turbulences à la suite de l'infidélité de Naomi, cependant elles décident de rester ensemble. Emily voulant se venger change radicalement de personnalité. Elle boit beaucoup, parle mal, fréquente d'autres filles et finit par tromper sa petite amie. Finalement, le couple se réconcilie, Naomi lui explique pourquoi elle a fait ça et raconte ce qu'elle ressent puis lui offre le voyage à Agora qu'elles préparaient depuis un an.

### Saison 7
Emily et Naomi sont toujours en couple mais Emily travaille à New York alors que Naomi vit à Londres, ce qui fait qu'elles ne se voient que quelques fois par an, notamment à Noël. Naomi, atteinte d'un cancer, veut lui cacher la vérité pour ne pas hypothéquer son avenir, et supplie Effy de faire comme elle. Toutefois, lorsqu'il s'avère que le traitement ne fait aucun effet et que Naomi est condamnée, Effy est contrainte de contacter Emily, qui lui en veut de ne pas l'avoir prévenue plus tôt.